# Shin’ichi Morishita
Shin’ichi Morishita (jap. 森下 申一 Morishita Shin’ichi; ur. 28 grudnia 1960) – japoński piłkarz, reprezentant kraju.

## Kariera klubowa
Od 1983 do 1997 roku występował w klubach: Júbilo Iwata i Kyoto Purple Sanga.

## Kariera reprezentacyjna
W reprezentacji Japonii zadebiutował w 1985. W reprezentacji Japonii występował w latach 1985-1991. W sumie w reprezentacji wystąpił w 28 spotkaniach.

## Statystyki
| Reprezentacja Japonii | Reprezentacja Japonii | Reprezentacja Japonii |
| Rok                   | Mecze                 | Gole                  |
| --------------------- | --------------------- | --------------------- |
| 1985                  | 2                     | 0                     |
| 1986                  | 4                     | 0                     |
| 1987                  | 10                    | 0                     |
| 1988                  | 2                     | 0                     |
| 1989                  | 3                     | 0                     |
| 1990                  | 6                     | 0                     |
| 1991                  | 1                     | 0                     |
| Razem                 | 28                    | 0                     |